# Крэнг
Крэнг (англ. Krang) — персонаж, суперзлодей, появляется в проектах, связанных с Черепашками-ниндзя, чаще всего появлялся в мультсериале «Черепашки-ниндзя» и связанных с мультсериалом товарах, таких как комиксы «Приключения Черепашек-ниндзя» и большинство классических видеоигр TMNT.
Крэнг впервые появился в первом мультсериале «Черепашки-ниндзя», после чего был адаптирован в комиксы в выпуске Teenage Mutant Ninja Turtles Adventures #1, опубликованный Archie Comics в августе 1988 года, приуроченному к выходу мультсериала. Крэнг был создан Дэвидом Уайзом, взявшим за основу расу Утромов, для снабжения Шреддера инопланетными технологиями, озвученный Пэтом Фрейли. Он по-прежнему является вторым из главных антагонистов Черепашек ниндзя, выступая в роли генерала Крэнга в комиксах «Черепашки-ниндзя» публикации IDW 2012 года.
Крэнг — инопланетянин из Измерения X, союзник Шреддера. Также он появляется в третьем мультсериале Черепашки Ниндзя, как Верховный Крэнг и классический Крэнг (в кроссоверных сериях с первым мультсериалом). Также классический Крэнг появляется в полнометражном мультфильме «Черепашки навсегда», а также можно заметить похожего человека (тело-андроид) среди приспешников Пингвина в мультфильме «Бэтмен против Черепашек-ниндзя». В полнометражном фильме «Черепашки-ниндзя 2» 2016 года роль Крэнга озвучил Брэд Гарретт. Крэнг также появляется во многих видеоиграх о Черепашках-Ниндзя.

## Биография
О прошлом Крэнга известно очень мало. Достоверно известно лишь то, что за несколько лет до событий пилотной серии мультсериала он и двое его приспешников, Дракуз и Шрека, решили покорить Измерение X — их родную планетарную систему. Для этого Крэнг создал каменных солдат — кремнийорганических существ, покрытых каменной бронёй, а Дракуз разработал мощную самодвижущуюся крепость, получившую название «технодром». Некоторое время спустя Крэнг решил избавиться от своих помощников и стать единоличным правителем Измерения X. Но по какой-то причине ему это не удалось, и он понёс жестокое наказание — был отправлен в ссылку на планету Земля. В одной из серий появлялись 7 его клонов с телами, впоследствии мутировавших в высоких классических НФ-чудовищ с хвостом и выступающим носом.
На Земле Крэнг знакомится со Шреддером и предоставляет ему высокотехнологичное оборудование. В обмен он требовал от Шреддера новое тело-андроид, но Шреддер не торопился выполнять обещание, опасаясь, что Крэнг предаст его. Однако, убедившись, что без помощи Крэнга ему не обойтись, он всё же создал для него тело — огромное и неповоротливое, но очень мощное.
 На протяжении всего мультсериала Крэнг мечтал захватить Землю, но его планы постоянно терпели крушение из-за вмешательства Черепашек. В последней серии 7-го сезона Черепашкам удалось отправить машину-крепость Крэнга технодром обратно в Измерение Х, а сами Шреддер и Крэнг остались на Земле. Тело-андроид Крэнга было повреждено, и он пользовался специальным шагателем. Но вскоре Крэнг и Шреддер снова попали на технодром, где снова сразились с Черепашками. В битве двигатели технодрома были уничтожены, и он застрял в Измерении Х навсегда, тем самым положив конец надеждам Крэнга на завоевание Земли. Крэнг и Шреддер провели в Измерении Х два года, пока не встретились с лордом Дреггом, который предложил им вернуться на Землю для борьбы с Черепашками, но Шреддер не хочет работать с Дреггом, и они с Крэнгом пытаются избавиться от него, также, как и он от них.
В конце Черепашки разрушают планы Дрегга и отправляют Шреддера и Крэнга обратно в Измерение Х. В конце 10-го сезона Черепашки отправились в Измерение Х, чтобы забрать андроидное тело Крэнга с технодрома для борьбы с лордом Дреггом.

## Способности

### Крэнг
Крэнг использовал большое и мощное тело-андроид, управляя им из кабины, которая размещалась у андроида в животе. Первоначально в андроиде находился микрочип, который позволял Крэнгу увеличиваться в размерах, но он был уничтожен в серии «Расщепление Шреддера». Утром Шреддер Ч’Релл скопировал эту технологию и быстро победил Крэнга в бою за несколько секунд. Но даже без микрочипа у тела Крэнга было много возможностей: его руки могли превращаться в различные виды оружия (топоры, булавы, клещи), в крылья и даже в средство связи.
 Крэнг иногда использовал также машину, которую он назвал «шагатель». Это было небольшое устройство, представляющее собой ноги, прикреплённые к платформе, покрытой прозрачным куполом. В самой платформе были отверстия для щупалец Крэнга. На основе этого шагателя была выпущена первая игрушка Крэнга.
В финальном сезоне мультсериала Крэнг выказал признаки гипнотических сил, когда он загипнотизировал одного из солдат лорда Дрегга. Без тела Крэнг является самым слабым персонажем из мультсериала 1987 года, но тем не менее, чрезвычайно умным: IQ Крэнга в 20 раз превышает человеческий.

## Озвучивание
- Пэт Фрэли (мультсериалы)
- Брэдфорд Кэмерон («Черепашки навсегда»)
- Вадим Андреев («Черепашки-ниндзя» - Первый состав команды «2x2»)
- Александр Леньков («Черепашки-ниндзя» - Второй состав команды «2x2»)

## Утромы
Внешность Крэнга была создана на основе утромов из оригинальных комиксов о Черепашках-ниндзя и в мультсериале 2003 года, присутствует утром по имени Крэнг, но в мультсериале 1987 года Крэнг не является утромом. Есть несколько важных отличий Крэнга от утромов:
1. Утромы прибыли с одной из планет галактики Тера, а Крэнг прибыл из Измерения Х.
2. Утромы похожи на моллюсков и медуз, таков их естественный вид, а Крэнг является мозгом, который лишили тела.
3. Крэнг никогда не называл себя утромом.
4. Утромы были положительными персонажами (кроме Ч’Релла).
В мультсериале 2012-2017 годов образы того и другого были объединены, в итоге получилась раса Крэнгов, они так же прибывают из Измерения X, но моллюскоподобная форма является для них врожденной. Все, кроме правой руки Крэнга Прайма, Верховного Крэнга, не обладают человеческой речью. В 3 сезоне в серии «Аннигиляция земли» они окажутся уничтожены. В 4 сезоне оказывается, что Крэнги были утромами (некоторые из них еще остались). Один утром, которого звали Крэнг, провел на себе эксперимент и в итоге стал Крэнг Праймом, начав контролировать разум утромов.

## Черепашки навсегда
В этом мультфильме Крэнг — один из главных персонажей, но тем не менее, не главный злодей. Здесь он и Шреддер из первого мультсериала показаны как комедийные и совершенно неопасные персонажи, они переносятся в мир Черепашек-ниндзя 2003 года, где они находят другого Шреддера 2003 года. В итоге, Крэнг и Шреддер из первого мультсериала лишаются власти на Технодроме и помогают Черепашкам трёх измерений победить нового Шреддера, который использует технологию увеличения в размерах и пытается уничтожить вселенную. Крэнг тоже увеличивает себя, но терпит быстрое поражение, лишившись руки.
В конце мультфильма, когда Ч’релл побежден, Шреддер и Крэнг говорят, что после возвращения в свой мир они испробуют на Черепашках недавно изобретённый Крэнгом веселящий луч.

## Фильм
В фильме Черепашки ниндзя 2, он является одним из главных антагонистов (наряду со Шреддером). Он телепортировал Шреддера к себе и предложил ему сделку. Он открывает проход в его мир для того, чтобы впустить Технодром. Также он дает ему мутаген для создания армии мутантов. Ближе к концу обманывает Шреддера, замораживает и отправляет в коллекцию к другим созданиям, которых поймал. В конце сражается с черепахами, Дони использует радиоуправляемый вертолет с маяком, направляя в измерение Х  части Технодрома. В результате этого Технодром вместе с Крэнгом и Шреддером попадают в Измерение Х, без возможности вернуться на Землю.

## Видеоигры
Крэнг фигурирует почти во всех играх о Черепашках-ниндзя в качестве предпоследнего или последнего босса. Местом обитания Крэнга, зачастую, является технодром. Исключением являются игры Teenage Mutant Ninja Turtles :Turtles in Time и Teenage Mutant Ninja Turtles: Turtles in Time Re-Shelled, где Крэнг появляется на двух уровнях: Первый — «Город будущего», где Черепахи едут на ховербордах и Крэнг появляется в своем теле-андроиде. Второй — «Звёздная база», куда не ступала черепашья лапа. На уровне собраны почти все ловушки, традиционные для технодрома, и сам уровень похож на технодром. Крэнг снова босс, но уже в другой машине, похожей на классическую летающую тарелку.
В игре Teenage Mutant Ninja Turtles III: The Manhattan Project в качестве арены сражения с ним выступает космический корабль.
Игры в которых появляется Крэнг:
- Teenage Mutant Ninja Turtles (аркадная игра)
- Teenage Mutant Ninja Turtles: Fall of the Foot Clan
- Teenage Mutant Ninja Turtles III: The Manhattan Project
- Teenage Mutant Ninja Turtles II: Back from the Sewers
- Teenage Mutant Ninja Turtles: Turtles in Time и в ремейке игры Teenage Mutant Ninja Turtles: Turtles in Time Re-Shelled
- Teenage Mutant Ninja Turtles: Tournament Fighters (Sega Genesis)
- Teenage Mutant Ninja Turtles: The Hyperstone Heist
- В игре Teenage Mutant Ninja Turtles Smash Up есть персонаж Утроминатор, который был создан на основе Крэнга.
- Teenage Mutant Ninja Turtles: Mutants in Manhattan